# Olena Fen'ko
Olena Mykolaïvna Fen'ko (in ucraino Олена Миколаївна Фенько?; Dnipropetrovs'k, 15 marzo 1976 – Dnipropetrovs'k, 2 ottobre 2013) è stata una cestista ucraina.

## Carriera
Con l'Ucraina ha disputato due edizioni dei Campionati europei (1997, 2003).